# Општина Мергиндеал (Сибињ)
Мергиндеал (рум. Merghindeal) општина је у Румунији у округу Сибињ.
Oпштина се налази на надморској висини од 504 m.